# Peter Schlickenrieder
Peter Schlickenrieder, född 16 februari 1970 i Tegernsee i Miesbach, är en tysk före detta längdåkare som var aktiv mellan 1992 och 2002. Hans största merit är en silvermedalj i sprint i Salt Lake City 2002.